# 目白台站

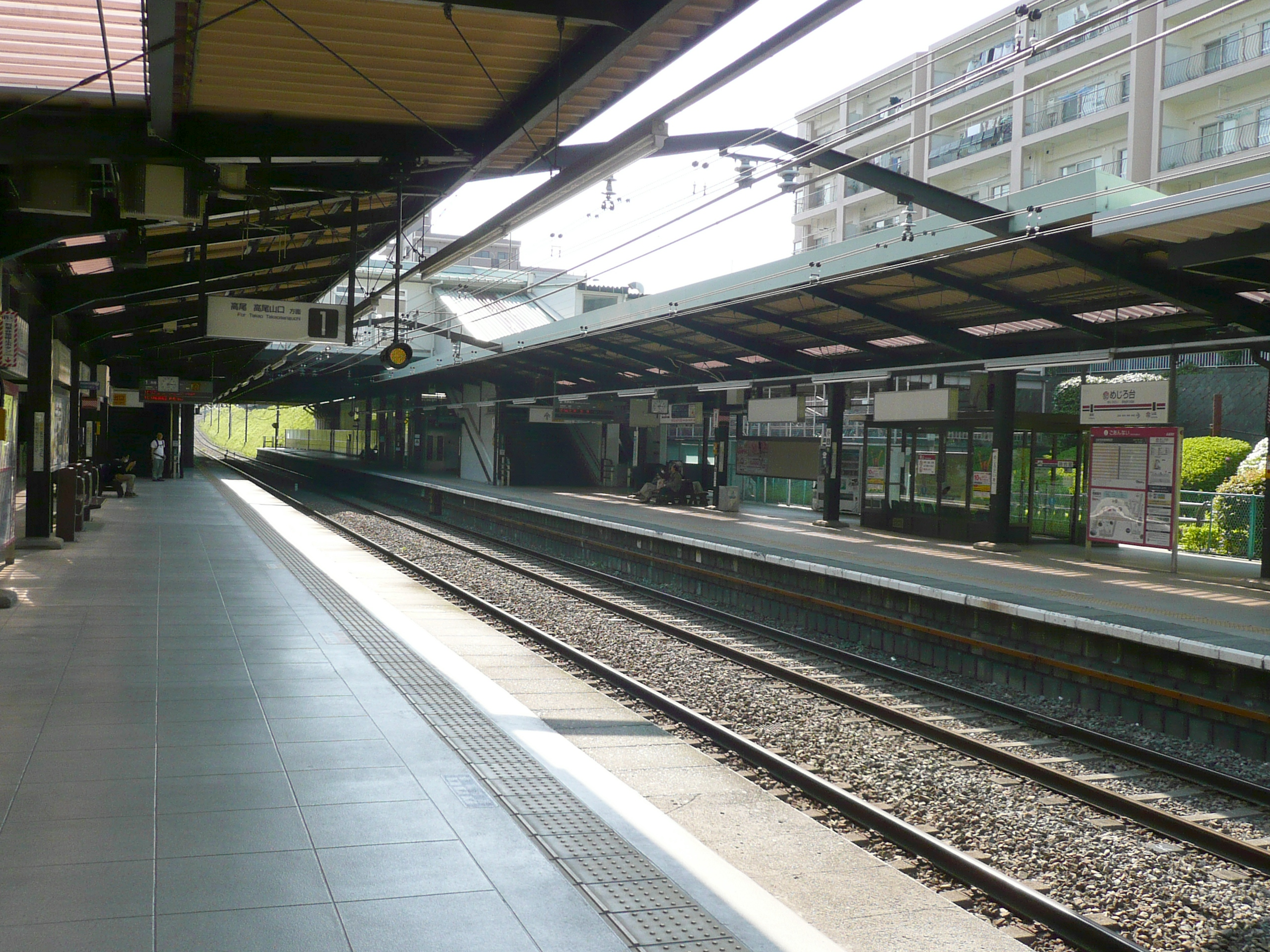
月台（2013年4月）

目白台站（日语：／ Mejirodai eki */?）是一個位於東京都八王子市目白台一丁目，屬於京王電鐵高尾線的鐵路車站。車站編號是KO50。

## 歷史
- 1967年（昭和42年）10月1日 - 開業。
- 1990年（平成2年）左右 - 設置2號月台候車室。
- 1994年（平成6年） - 站房改建工程動工（變更外牆塗色、設置電梯、廁所改建等）。
- 2000年（平成12年）左右 - 設置1號月台候車室。
- 2001年（平成13年）3月27日 - 新設準特急。
- 2006年（平成18年） - 地下停車場整備、站前廣場改建、12月26日改札 - 月台間電梯啟用。
- 2009年（平成21年）3月 - 1・2號月台中央設置發車標（日语：発車標）。

## 車站構造
目白台站是跨站式站房地面車站，月台為側式月台共2面2線，屬掘割構造。
開業時設有待避線的2面4線側式月台。原先鐵路路線計畫從高尾山口站延伸至神奈川縣津久井湖方向，後來計畫中止。之後，隨著因月台延伸工程而撤去待避線。
月台與站房設有電梯、電扶梯（單向）。站房內有多功能廁所。
月台正在進行ATC（京王在2010年以後開始使用的信號保安裝置）機器室設置工程。

### 月台配置
| 月台 | 路線    | 方向 | 目的地                                                     |
| ---- | ------- | ---- | ---------------------------------------------------------- |
| 1    | ■高尾線 | 下行 | 高尾、高尾山口方向                                         |
| 2    | ■高尾線 | 上行 | 北野、高幡不動、府中、調布、明大前、笹塚、新宿、新宿線方向 |

- 白天特急（周六、假日為準特急）與各站停車的班次頻率為每小時6班（間隔約10分）交互發車。

## 利用狀況
2016年度1日平均上下車人次為17,832人。
| 年度               | 1日平均 上下車人次 | 1日平均 上車人次 | 來源   |
| ------------------ | ------------------ | ---------------- | ------ |
| 1967年（昭和42年） | 196                |                  |        |
| 1970年（昭和45年） | 2,027              |                  |        |
| 1975年（昭和50年） | 7,790              |                  |        |
| 1980年（昭和55年） | 10,141             |                  |        |
| 1985年（昭和60年） | 16,019             |                  |        |
| 1988年（昭和63年） | 20,353             |                  |        |
| 1990年（平成02年） | 20,108             | 9,921            | [ 4 ]  |
| 1991年（平成03年） |                    | 9,973            | [ 5 ]  |
| 1992年（平成04年） |                    | 9,995            | [ 6 ]  |
| 1993年（平成05年） |                    | 9,951            | [ 7 ]  |
| 1994年（平成06年） |                    | 9,970            | [ 8 ]  |
| 1995年（平成07年） | 20,329             | 10,153           | [ 9 ]  |
| 1996年（平成08年） |                    | 9,956            | [ 10 ] |
| 1997年（平成09年） |                    | 9,595            | [ 11 ] |
| 1998年（平成10年） |                    | 9,622            | [ 12 ] |
| 1999年（平成11年） |                    | 9,372            | [ 13 ] |
| 2000年（平成12年） | 18,425             | 9,090            | [ 14 ] |
| 2001年（平成13年） |                    | 9,279            | [ 15 ] |
| 2002年（平成14年） |                    | 9,200            | [ 16 ] |
| 2003年（平成15年） | 18,910             | 9,290            | [ 17 ] |
| 2004年（平成16年） | 18,589             | 9,153            | [ 18 ] |
| 2005年（平成17年） | 18,569             | 9,123            | [ 19 ] |
| 2006年（平成18年） | 18,333             | 8,973            | [ 20 ] |
| 2007年（平成19年） | 18,546             | 9,107            | [ 21 ] |
| 2008年（平成20年） | 18,379             | 9,036            | [ 22 ] |
| 2009年（平成21年） | 18,548             | 9,137            | [ 23 ] |
| 2010年（平成22年） | 18,266             | 8,995            | [ 24 ] |
| 2011年（平成23年） | 17,640             | 8,678            | [ 25 ] |
| 2012年（平成24年） | 17,986             | 8,871            | [ 26 ] |
| 2013年（平成25年） | 18,190             |                  |        |
| 2014年（平成26年） | 17,689             |                  |        |
| 2015年（平成27年） | 17,830             |                  |        |
| 2016年（平成28年） | 17,832             |                  |        |

## 車站周邊
- 京王Store（日语：京王ストア）目白台店
- 山梨中央銀行目白台支店
- 多摩信用金庫（日语：多摩信用金庫）目白台支店
- 目白台站前郵便局
- 八王子西郵便局（日语：八王子西郵便局）
- 啓文堂書店（日语：京王書籍販売）目白台店
- 京王不動產（日语：京王不動産）目白台營業所
- 運動俱樂部NAS（日语：スポーツクラブNAS）目白台
- Sundrug藥妝店目白台店
- AOKI（日语：AOKIホールディングス）八王子新目白台店
- 八王子市椚田遺跡公園
- 萬葉公園
- 真覺寺

### 巴士路線
目白台站
- 京王巴士南
  - 1號乘車處
    - 八81（日语：京王バス南・南大沢営業所）－行經和田、片倉城址－八王子站南口方向
    - め82（日语：京王バス南・南大沢営業所）－行經和田－百合木台方向
- 京王電鐵巴士
  - 2號乘車處
    - 急行（無系統編號）、め07（日语：京王電鉄バス八王子営業所）－法政大學方向 ※基本上配合法政大學1、2、3限的開始時間。
    - 急行（無系統編號）（日语：京王電鉄バス八王子営業所）－行經法政大學－法政大學體育館方向 ※僅平日早晨
    - め06、西56、八98（日语：京王電鉄バス八王子営業所）－行經綠丘寺田（日语：グリーンヒル寺田）－法政大學方向
    - め05、西55、八96（日语：京王電鉄バス八王子営業所）－綠丘寺田方向
    - 西57－行經中寺田－法政大學方向（京王巴士南運行）

  - 3號乘車處
    - 急行（無系統編號）－西八王子站南口方向
    - 西55、西56、西57－西八王子站南口方向
    - 八96、八98－行經西八王子站南口、富士森公園（日语：富士森公園）－八王子站南口方向

  - 4號乘車處
    - め23（日语：京王電鉄バス八王子営業所）－行經上大船－東京家政學院方向

## 站名由來
因為此地在住宅地「目白台」中心而得名。但在建設工程時的臨時站名為「八王子台」。目白台的名稱來自綠繡眼（日文發音相同）。

## 相鄰車站
京王電鐵
■高尾線
■特急、■急行
北野（KO33）－目白台（KO50）－高尾（KO52）
■準特急、■區間急行、■快速、■各站停車
山田（KO49）－目白台（KO50）－狹間（KO51）

## 外部連結
- 目白台 - 京王電鐵